# حكاية الصبية المقتولة

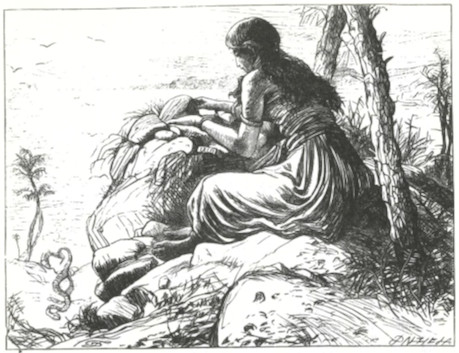
الصبية المقتولة

حكاية الصبية المقتولة وتعرف كذلك باسم حكاية التفاحات الثلاث هي إحدى حكايات ألف ليلة وليلة، وتبدأ الحكاية نحو الليلة التاسعة عشرة وتستمر حتى الليلة الخامسة والعشرين حسب النسخة العربية من الكتاب، حيث بدأت مع نهاية «حكاية الحمال مع البنات». وهي من الحكايات التي تعتمد على أسلوب أدب الجريمة في الطرح، حيث تعطي مثالاً على موضوع الإثارة والجريمة، مع الكثير من الحبكة القصصية، والأدب البوليسي. تضم الحكاية بين طياتها «حكاية الوزير نور الدين مع شمس الدين أخيه»، وتنتهي مع بداية «حكاية الخياط والأحدب واليهودي والمباشر والنصراني فيما وقع بينهم».

## ملخص القصة
في هذه القصة، يحصل هارون الرشيد على صندوق وعندما يفتحه، يجد بأنه يحتوي على جثة امرأة شابة. عندها يكلّف هارون الرشيد وزيره جعفر بمهمة العثور على الجاني، ويمهله ثلاثة أيام لذلك والا فان مصيره سيكون الإعدام. بعد ذلك وفي نهاية الأيام الثلاثة وعندما يكون جعفر على وشك الحكم عليه بالموت لفشله بتنفيذ المهمّة الموكلة إليه، يأتي شخصان ويدعيان بأنهما هما من قتلاها. في خلال روايتهما للقصة يتبين بأنه على الرغم من كون الشخص الأصغر سناً منهما وهو نفسه زوج المرأة هو المتسبب في موتها، فهناك بعض اللوم يقع على العبد، الذي كان قد أخذ إحدى التفاحات الثلاث وتسبب في قتل المرأة. عندها يعطي هارون الرشيد ثلاثة أيام أخرى جعفر لكي يعثر على ذلك العبد المذنب، ولكنه يفشل مرة أخرى في العثور على الجاني، عندها يقرر توديع عائلته قبل إعدامه، ولكنه عن طريق الصدفة يلاحظ بأن ابنته لديها تفاحة كانت قد حصلت من خادمه «ريحان»، وهكذا يتم حل اللغز.